# Ronde van Italië 2021/Achtste etappe
De achtste etappe van de Ronde van Italië 2021 werd verreden op 15 mei van Foggia naar Guardia Sanframondi. Het betrof een etappe over 170 kilometer. In deze lastige etappe mocht de vlucht strijden om de etappezege. Victor Lafay was de beste en boekte zijn eerste profzege.
| Foggia – Guardia Sanframondi (170,0 km) |                    |                       |          |
| Plaats                                  | Naam               | Ploeg                 | Tijd     |
| 1                                       | Victor Lafay       | Cofidis               | 4u06'47" |
| 2                                       | Francesco Gavazzi  | EOLO-Kometa           | + 36"    |
| 3                                       | Nikias Arndt       | Team DSM              | + 37"    |
| 4                                       | Nélson Oliveira    | Movistar Team         | + 41"    |
| 5                                       | Giovanni Carboni   | Bardiani-CSF-Faizanè  | + 44"    |
| 6                                       | Kobe Goossens      | Lotto Soudal          | + 58"    |
| 7                                       | Victor Campenaerts | Team Qhubeka-ASSOS    | + 1'00"  |
| 8                                       | Alexis Gougeard    | AG2R-Citroën          | + 1'54"  |
| 9                                       | Fernando Gaviria   | UAE Team Emirates     | + 3'04"  |
| 10                                      | João Almeida       | Deceuninck–Quick-Step | + 4'48"  |
|                                         |                    |                       |          |
| 33                                      | Koen Bouwman       | Team Jumbo-Visma      | z.t.     |

| Algemeen klassement |                  |                        |           |
| Plaats              | Naam             | Ploeg                  | Tijd      |
| Roze trui           | Attila Valter    | Groupama-FDJ           | 31u10'53" |
| 2                   | Remco Evenepoel  | Deceuninck–Quick-Step  | + 11"     |
| 3                   | Egan Bernal      | INEOS Grenadiers       | + 16"     |
| 4                   | Aleksandr Vlasov | Astana-Premier Tech    | + 24"     |
| 5                   | Hugh Carthy      | EF Education-Nippo     | + 38"     |
| 6                   | Damiano Caruso   | Bahrain-Victorious     | + 39"     |
| 7                   | Giulio Ciccone   | Trek-Segafredo         | + 41"     |
| 8                   | Daniel Martin    | Israel Start-Up Nation | + 47"     |
| 9                   | Simon Yates      | Team BikeExchange      | + 49"     |
| 10                  | Louis Vervaeke   | Alpecin-Fenix          | + 50"     |
|                     |                  |                        |           |
| 32                  | Koen Bouwman     | Team Jumbo-Visma       | + 10'55"  |

## Opgaves
- Caleb Ewan (Lotto Soudal): Opgave tijdens de etappe vanwege een pijnlijke knie.

1e etappe ·
2e etappe ·
3e etappe ·
4e etappe ·
5e etappe ·
6e etappe ·
7e etappe ·
8e etappe ·
9e etappe ·
10e etappe ·
11e etappe ·
12e etappe ·
13e etappe ·
14e etappe ·
15e etappe ·
16e etappe ·
17e etappe ·
18e etappe ·
19e etappe ·
20e etappe ·
21e etappe
Startlijst · Eindstanden · Afbeeldingen